# Андрюкайтис, Витянис
Витянис Повилас Андрюкайтис (род. 9 августа 1951 года, Кюсюр, Булунский улус, Якутская АССР, РСФСР, СССР) — литовский политик, Еврокомиссар, кардиохирург, подписал в 1990 году Акт восстановления государственности Литвы.
Андрюкайтис был избран депутатом Верховного Совета Литовской Республики в 1990 году. Андрюкайтис был членом литовского парламента в течение шести сроков, с 1992 по 2004 год и с 2008 по 2012 год и был заместителем Председателя Совета Сейма с 2001 по 2004 год. Он был министром здравоохранения Литовской Республики с декабря 2012 года до ноября 2014 года, когда Президент еврокомиссии Жан-Клод Юнкер назначил его комиссаром ЕС.

## Ранняя жизнь
Витянис Повилас Андрюкайтис родился в Кюсюре в Якутии СССР. Его отец и мать вместе с двумя маленькими детьми были депортированы из Литвы в Сибирь коммунистической властью в июне 1941 года. Находясь там, они имели доступ только к русской литературе; он выучил литовский язык от матери, записавшей литовские сказки, которые он читал.
В 1954 году семья получила разрешение на проживание в Олёкминске. В 1957 году им разрешили вернуться в Литву. Его мать была награждена медалью почета за воспитание пятерых детей. Семья переехала в Каунас, Литва — он, его мать и два брата, Антанас и Пятрас, к которым позднее присоединилсяя их отец Альфонсас в 1959 году. Его старшие братья служили в армии СССР — Шарунас в Калининграде и Ремигиюс во Владивостоке.
Андрюкайтис преуспел в школе и был награжден золотой медалью по окончании Каунасской средней школы в 1969 году. Это была редкость, чтобы медаль была вручена не члену комсомола. Сразу после окончания школы он поступил в Каунасский Институт медицины, который окончил в 1975 году. Он продолжил учебу, получил ученую степень по истории Вильнюсского университета, который окончил в 1984 году. Он не вступал в коммунистическую партию и был членом подпольного социал-демократического движения за независимость Литвы.

## Медицинская карьера
В 1975 году Андрюкайтис начал свою медицинскую практику в 3-й больнице Каунаса. После стажировки он был лишен права выбирать роддом по прописке из-за его антикоммунистической политической ангажированности. Он поехал в Игналину, в северо-восточной части страны, где Андрюкайтис провёл восемь лет. Он находился под постоянным давлением и контролем со стороны правительства, из-за своего участия в подпольной политической деятельности. В Игналине, в 1979 году он получил квалификацию в области общей хирургии в Вильнюсском университете; в 1980 году изучал операции в Рижском военном госпитале, в 1982 году в абдоминальной хирургии и в 1983 году в травматологии и ортопедической хирургии в Вильнюсском университете. После этого он был назначен хирургом в 1983 году, и из-за большого спроса на кардиохирургов в Вильнюсе Андрюкайтис был в состоянии переехать туда из Игналины и был назначен кардиохирургом в кардиохирургический центр при Республиканской клинической больнице в Вильнюсе, Литва. В 1987 году он прошел переподготовку по изучению сердца и сосудистой хирургии в Институте сердечно-сосудистой медицины имени Бакулева и в том же году он принял участие в первой пересадке сердца в истории Литовской медицины. В 1989 году Андрюкайтис был назначен сердечно-сосудистым хирургом первой категории и стал членом литовской Ассоциации врачей (до 1996 года) и Ассоциации кардиологов Литвы. Он был также членом Международной врачебной ассоциации в течение 1998—2004 годов. Андрюкайтис практиковал до 1993 года, когда новая Конституция Литвы запретила членам парламента принимать участие в другой непарламентской деятельности.

## Политическая карьера

### При советской власти
Андрюкайтис был активным участником антисоветского подполья. В 1976 году Андрюкайтис начал свою карьеру в политике как член подпольного социал-демократического движения, участвуя в многочисленных мероприятиях. Он был одним из основателей университета Антанас Страдзелис, где члены движения сопротивления изученных произведений запрещенных авторов, обменивались книгами из личных библиотек и практиковался гуманистический образ жизни (1975—1982). «Университет» отвергли диктатуры, нацизм, фашизм, авторитарные режимы или национализм и продвигали ценности демократии, плюрализма, многопартийности, свободы идей, философии и религии и разнообразия.
В 1976 году Андрюкайтис был арестован и допрошен в КГБ и во время его работе Игналине он был под наблюдением КГБ.
В течение 1988—1989 Андрюкайтис активно поддержал восстановление LSDP (социал-демократическая партия Литвы). Как заместитель председателя LSDP, он, был также членом литовского движения за реформы Саюдиса и участвовал в подготовке и легализации ЛСДП. В течение этого периода он был также членом рабочей группы по разработке стратегии ЛССР самодостаточности (в отношении социального обеспечения, реформа здравоохранения и государственного управления).

### После Советской власти
В 1990 Андрюкайтис был избран депутат Верховного Совета Литовской Республике, кдо 1992 года. Он был также членом Комитета по здоровью и социальным вопросам, председатель подкомитета здоровья, член рабочей группы, которая подготовила устав 11 марта в преддверии подписания Акта о воссоздании Литовского государства.
В 1990 году он стал членом делегации в Балтийской Ассамблеи от парламента Литовской Республики, до 2004 года.
Витянис Андрюкайтис был также одним из соавторов Конституции Литовской Республики, которая была принята в 1992 году.

### Член парламента
В 1992 году, Андрюкайтис стал членом парламента Литовской Республики, заместителем председателя комитета по здравоохранению и социальным вопросам, заместителем председателя (seniūnas) Литовской Социал-демократической партии Парламентской группы и членом Совета национальной безопасности. В 1996 году он был переизбран в качестве члена парламента.
Андрюкайтис был кандидатом на пост президента Литовской Республики в 1997, а также в 2002 годах.
В 1999 году Андрюкайтис был избран LSDP на два года.
В 2000 году Андрюкайтис был избран на третий срок в качестве члена парламента Литвы. В октябре 2000 года он был оппозиционным лидером в парламенте. В 2001 году он стал заместителем председателя парламента, ответственным за координацию парламентских комитетов, а также европейскую интеграцию, включая планирование и управление людскими и финансовыми ресурсами.
В 2002 году Андрюкайтис основал литовский Форум на будущее. Он также стал членом Конвенции о будущем Европы и лидером Литовской делегации.
После ряда обвинений в коррупции 28 июля 2004 года Андрюкайтис добровольно сложил с себя депутатское звание, хотя парламент ранее отказался лишить его депутатской неприкосновенности, заявив, что обвинения были необоснованными. Вскоре обвинения с него были сняты.
Андрюкайтис был избран на четвертый срок в качестве депутата в 2008 году и был назначен заместителем председателя Комитета по европейским делам; он остался членом Комитета по иностранным делам и вице-председателем LSDP.
В 2012 году Андрюкайтис был назначен министром здравоохранения в 16-м Литовском правительстве.

### Европейская политика
В 1994 году Андрюкайтис стал делегатом в Парламентской ассамблее Совета Европы от литовского парламента, а также членом Парламентской ассамблеи Совета Европы по правам человека и правовым вопросам Комитета. В 2001 году он был ответственным за европейскую интеграцию, включая планирование и управление людскими и финансовыми ресурсами. Он был также председателем Комитета по европейским делам.
10 сентября 2014 Андрюкайтис был назначен председателем Еврокомиссии Жан-Клодом Юнкером Еврокомиссаром,  ответственным за здоровье и безопасность пищевых продуктов..

## Общественная деятельность
Андрюкайтис выучил в 70-е годы язык Эсперанто. Он систематически принимает участие в многочисленных мероприятиях эсперантистов. Например, предусмотрены важные выступления в 55-х "Балтийских Эсперантских днях", которые состоятся летом 2019 года. В Европарламенте и Еврокомиссии Андрюкайтис выступает за придание эсперанто статуса официального языка Евросоюза. По его мнению это способствовало бы решению существенных лингвистических проблем в Евросоюзе.

## Публикации
- 1990—2004 автор более 140 законодательных предложений и поправок.
- 2002—2003 автор и соавтор поправок в рамках Конвенции о будущем Европы.
- 1990—2004 соавтор и редактор публикаций парламента Литовской Республики и парламентского комитета по делам Европы:

## Награды

### Знаки
- Командор Ордена Великого Князя литовского Гедиминаса (2004).
- Большой крест ордена Заслуг Португалии (2003).
- Офицер Национального Ордена Почетного легиона Франции (2015).[9]

### Награды
- 1996 — Памятная Медаль 13 января.
- 2000 — 10 лет Литовской Независимости.
- 2002 — медаль Балтийской Ассамблеи (для обслуживания Балтийского единства и сотрудничества).
- 2004 — памятная медаль вступления Литвы в Европейский Союз.
- 2004 — после вступления Литвы в НАТО: памятная статуэтка «Гражины».
- 2004 — Почетный сотрудник литовского юридического университета.
- 2005 — Почетный знак доктора заслуг Литвы (как один из инициаторов разработки концепции национального здравоохранения Литвы и литовского правовая база для системы здравоохранения).
- 2010 — 20 лет восстановления Независимости.
- 2012 — Конституционный Кубок — награжден юридическим факультетом Вильнюсского университета по случаю 20-й годовщины Конституции Литовской Республики.
- 2013 — памятную награду Президента Литовской Республики за личный вклад в развитие литовского председательства в Совете Европейского Союза в 2013 году.
- 2014 — премии парламента Литовской Республики за вклад в Лчленство в ЕС и его укрепление.
- 2014 — премия Всемирной организации здравоохранения За заслуги в области борьбы против табака.